# Apsiskalotte

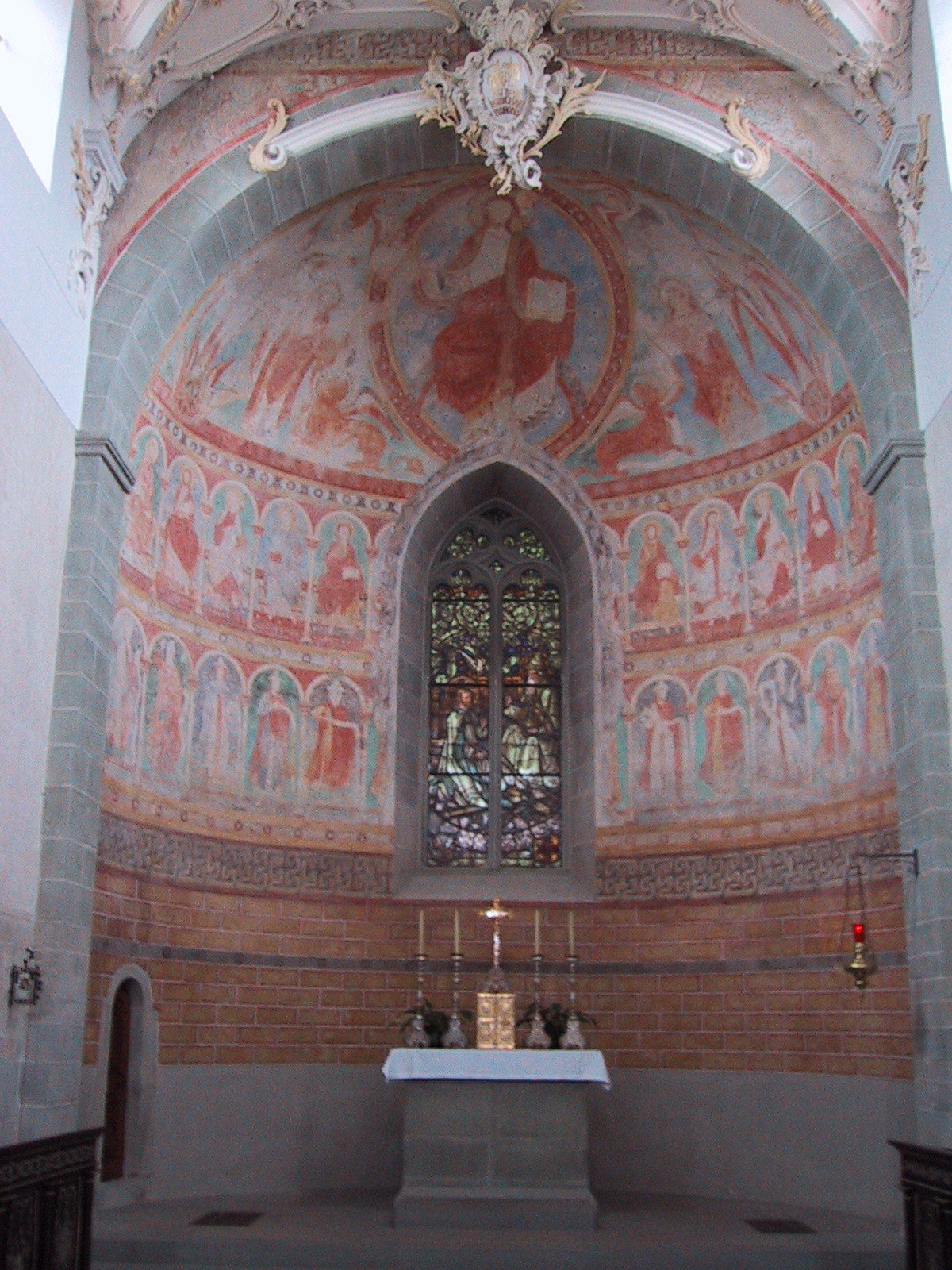
Stiftskirche St. Peter und Paul (Reichenau-Niederzell) – mit Fresken ausgemalte Apsis und Apsiskalotte (um 1100)

Als Apsiskalotte wird die gerundete, halbkuppelartige Wölbung als oberer Abschluss einer Apsis bezeichnet.

## Geschichte und Verbreitung
Kalotten kamen schon in den apsidial geformten frühbuddhistischen Chaitya-Hallen Indiens vor; in die Architektur des mittelalterlichen Europa fanden sie über antike Basiliken und sehr wahrscheinlich auch über Thermenbauten Eingang. Durch die Übernahme der letztgenannten Bauformen in die Kirchenbaukunst der Spätantike und des frühen Mittelalters erfuhren Apsiskalotten eine Verbreitung in der gesamten christlichen Welt, in der sie bis ins 19., vereinzelt auch bis ins 20. Jahrhundert hinein gebaut wurden.

## Ausgestaltung
Eine Gewölbe-Kalotte als Kugelsegment kann sehr unterschiedlich ausgeformt und dekoriert werden. Viele Apsiskalotten sind dekorlos geblieben, doch bereits in der Spätantike wurden – vor allem bei bedeutenden Bauten – die Apsiskalotten mit figürlichen Mosaiken, später auch mit Fresken (meist mit Pantokrator- oder Majestas-Domini-Darstellungen) ausgestaltet. In selteneren Fällen erhielten sie – vielleicht angelehnt an die indischen Vorbilder – eine unterstützende Gliederung durch unprofilierte Rippen, später dann durch profilierte Gewölberippen.

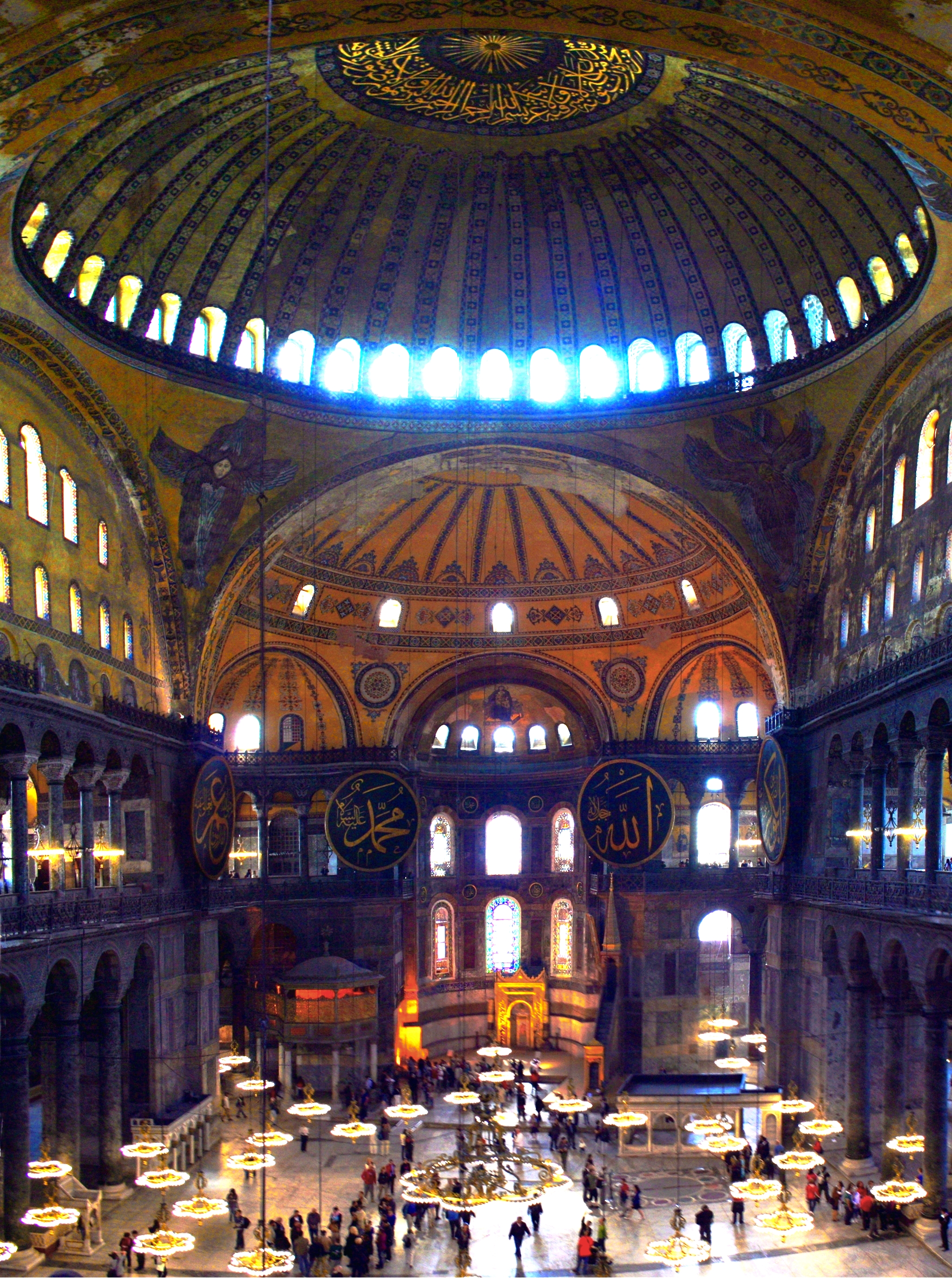
In der Höhe gestaffelte Apsiskalotten in der Hagia Sophia (um 535)
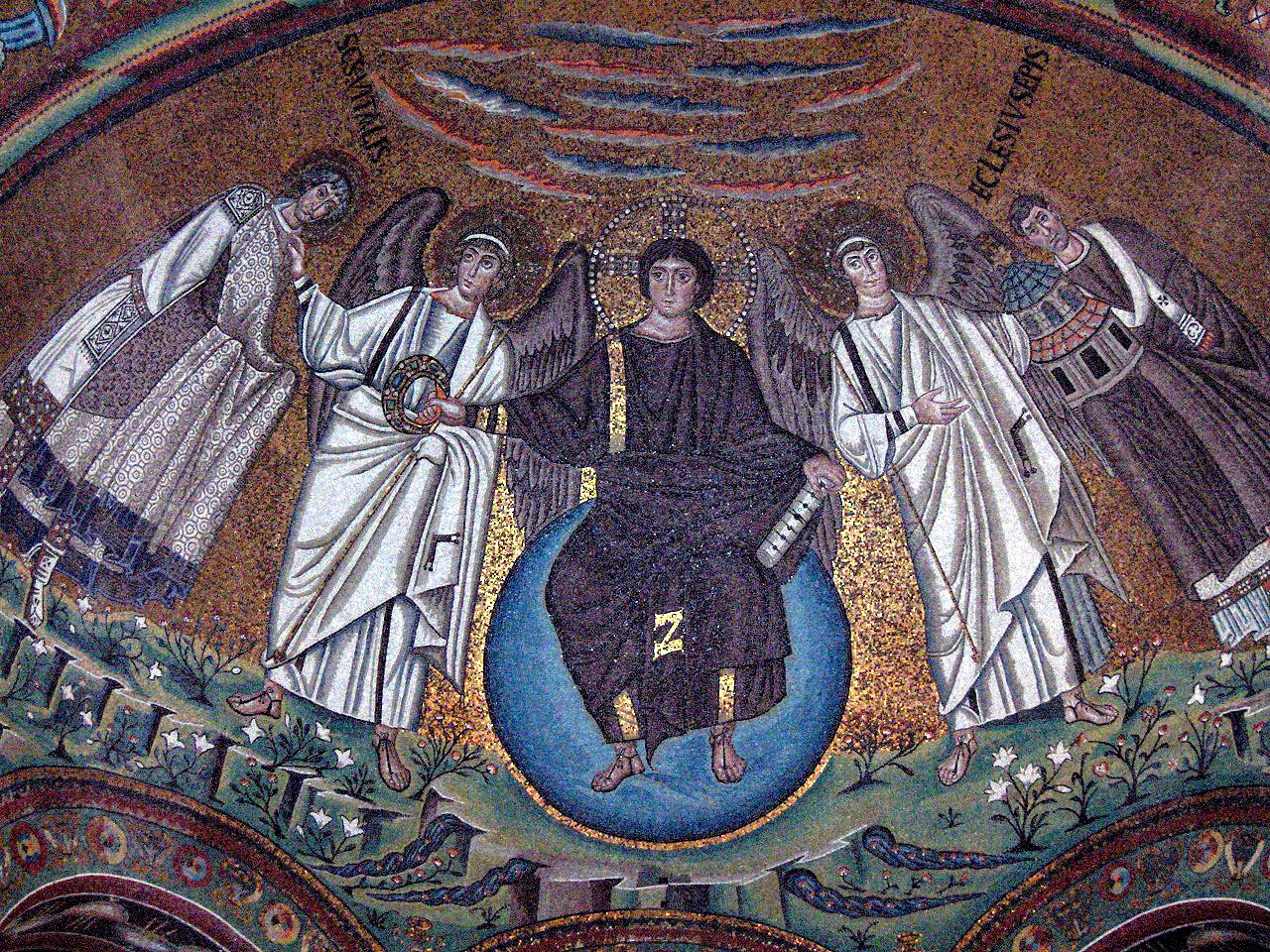
San Vitale in Ravenna (um 545)
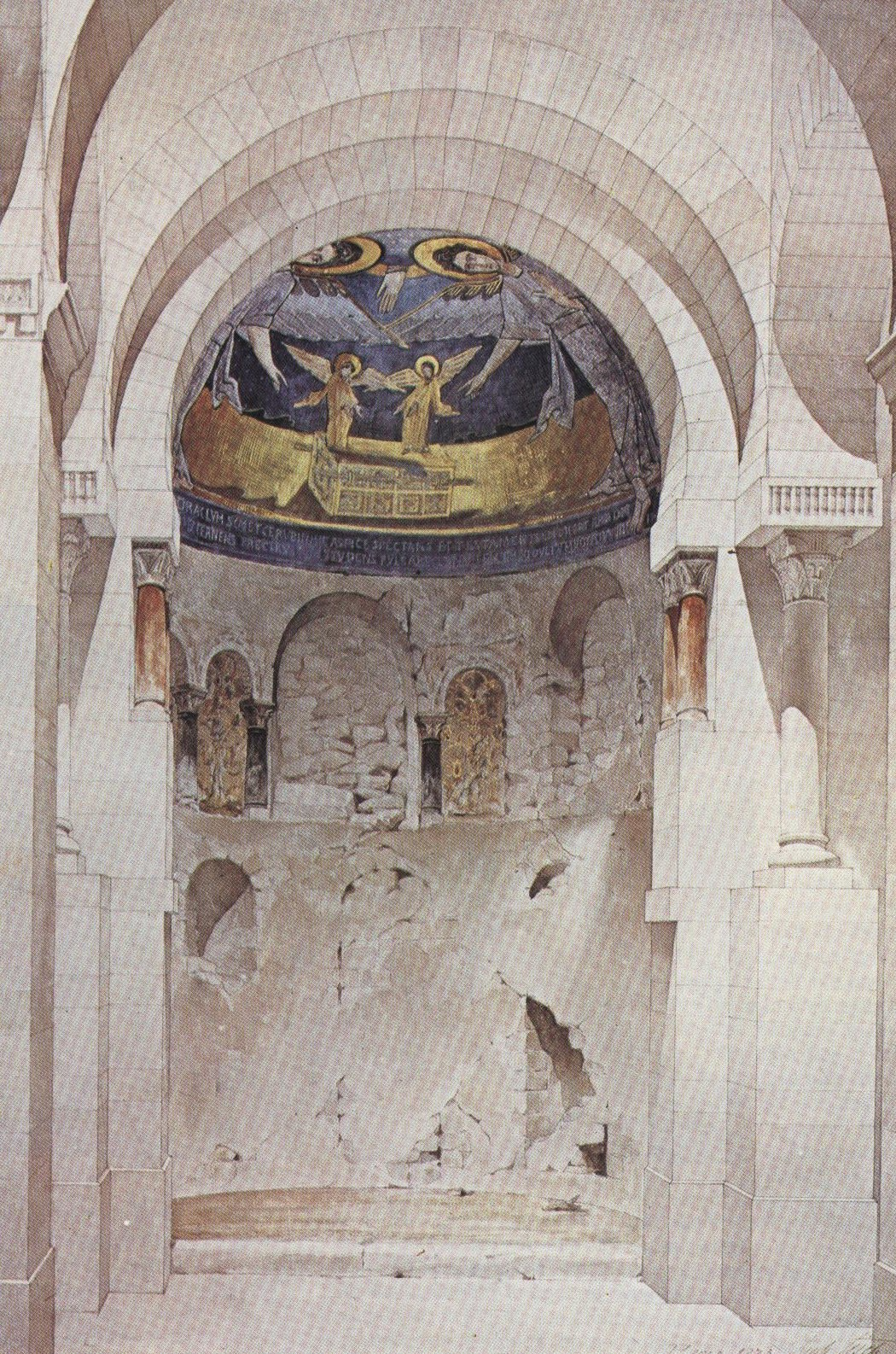
Germigny-des-Prés (um 805)
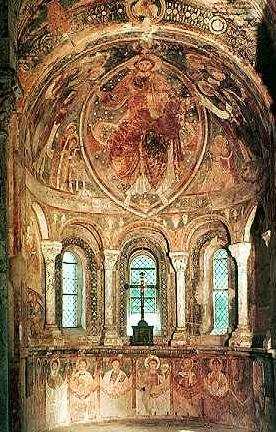
Berzé-la-Ville (um 1100)
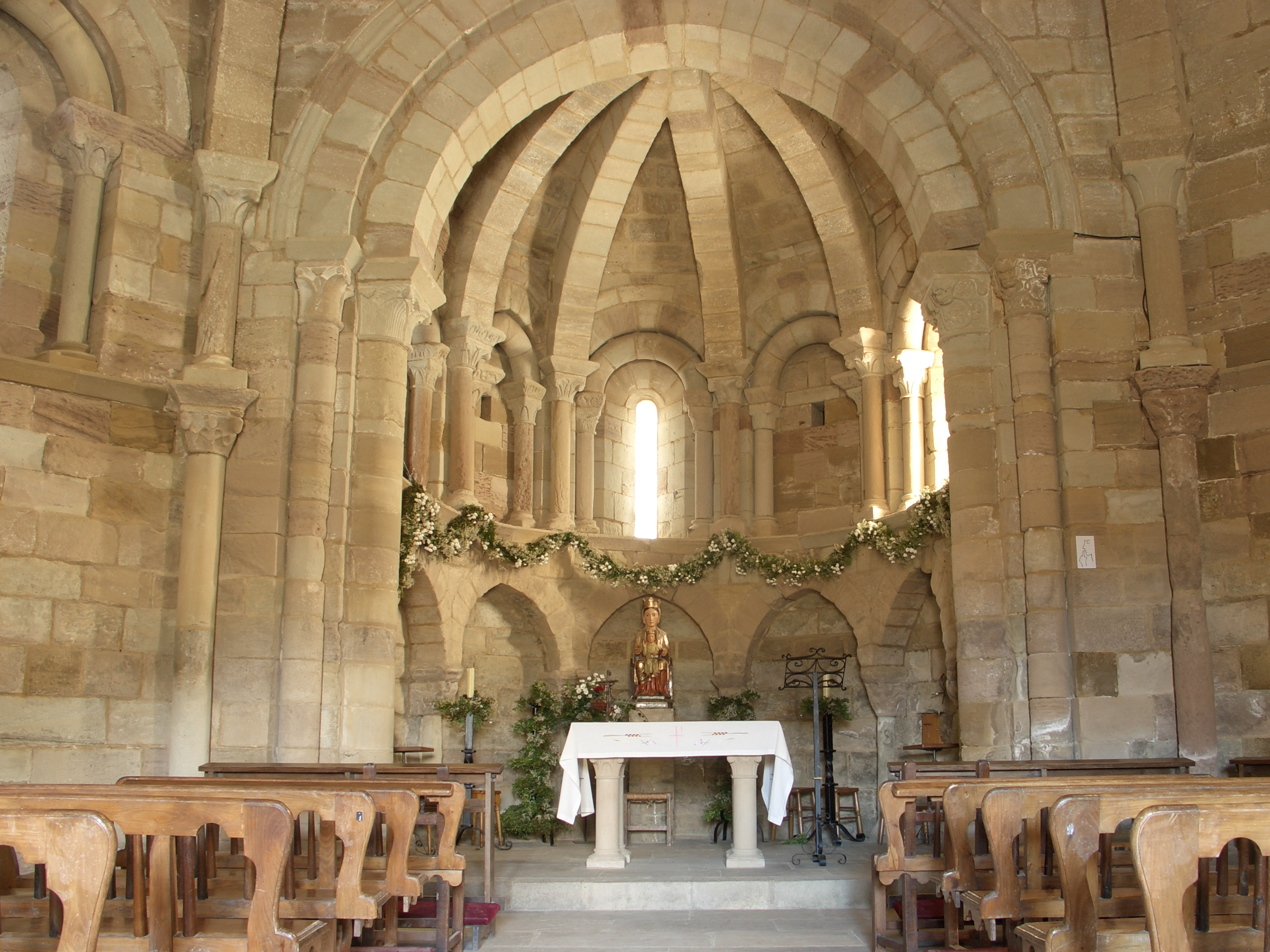
Apsiskalotte mit unprofilierten Rippen in Santa María de Eunate (um 1180)
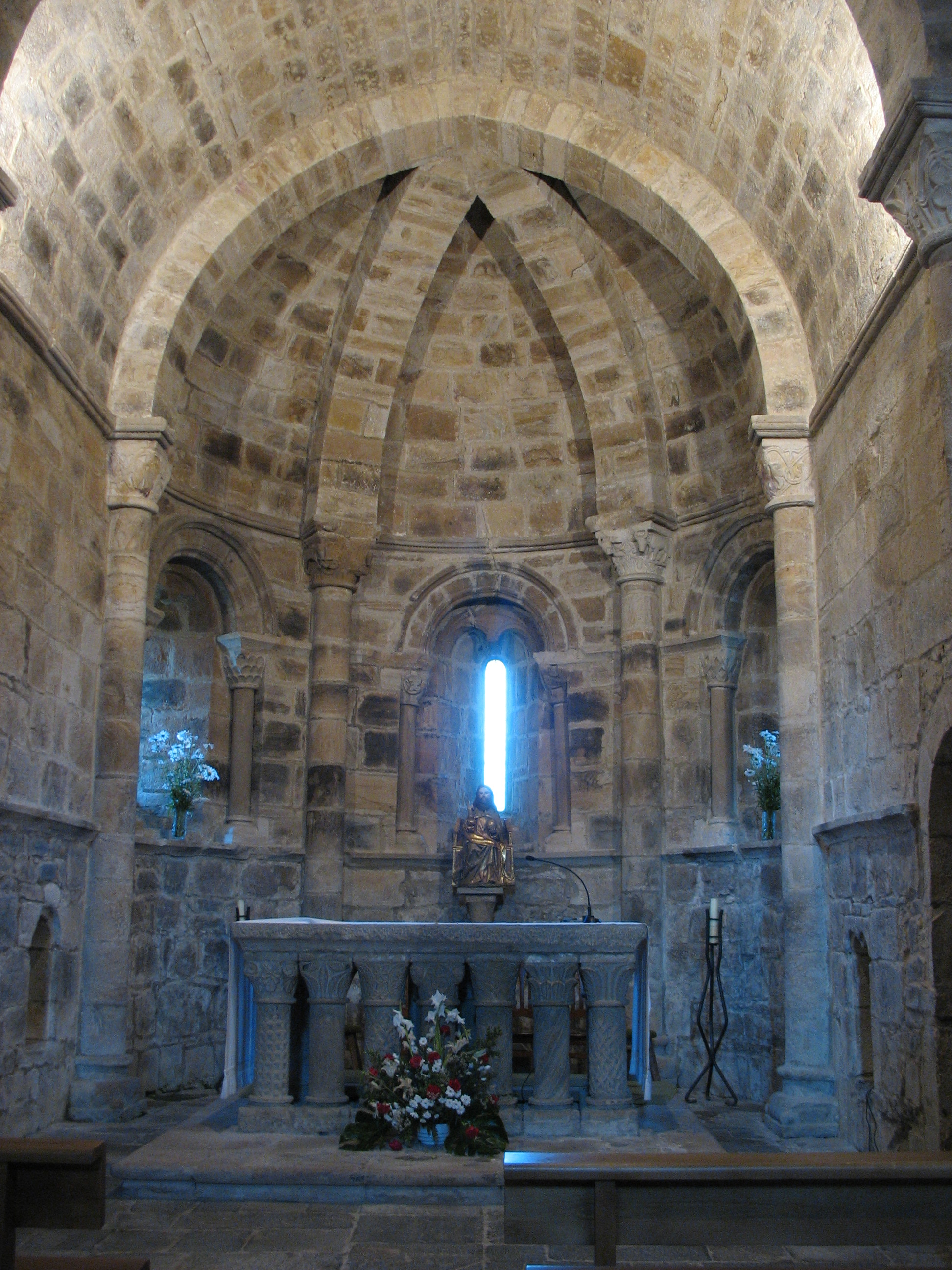
Apsiskalotte mit Rippen in San Salvador de Cantamuda (um 1200)

Während im unteren Teil einer Apsis in der Regel Heiligenfiguren abgebildet wurden, ist die Apsiskalotte stets mit Abbildungen von Sternen oder von Figuren der himmlischen Welt versehen (hauptsächlich Christus als Pantokrator umgeben von den symbolischen Darstellungen der 4 Evangelisten).

## Nichtchristliche Welt
Auch in Teilen der jüdischen und islamischen Welt – auch außerhalb der Osmanischen Architektur – sind vergleichbare Formen, häufig muschelartig gerippt oder mit Muqarnas-Dekor etc. versehen, jedoch stets ohne figürlichen Bildschmuck (→ Ikonophobie bzw. Bilderverbot im Islam), als Bedeckung der Thora- bzw. Mihrab-Nischen zu finden.

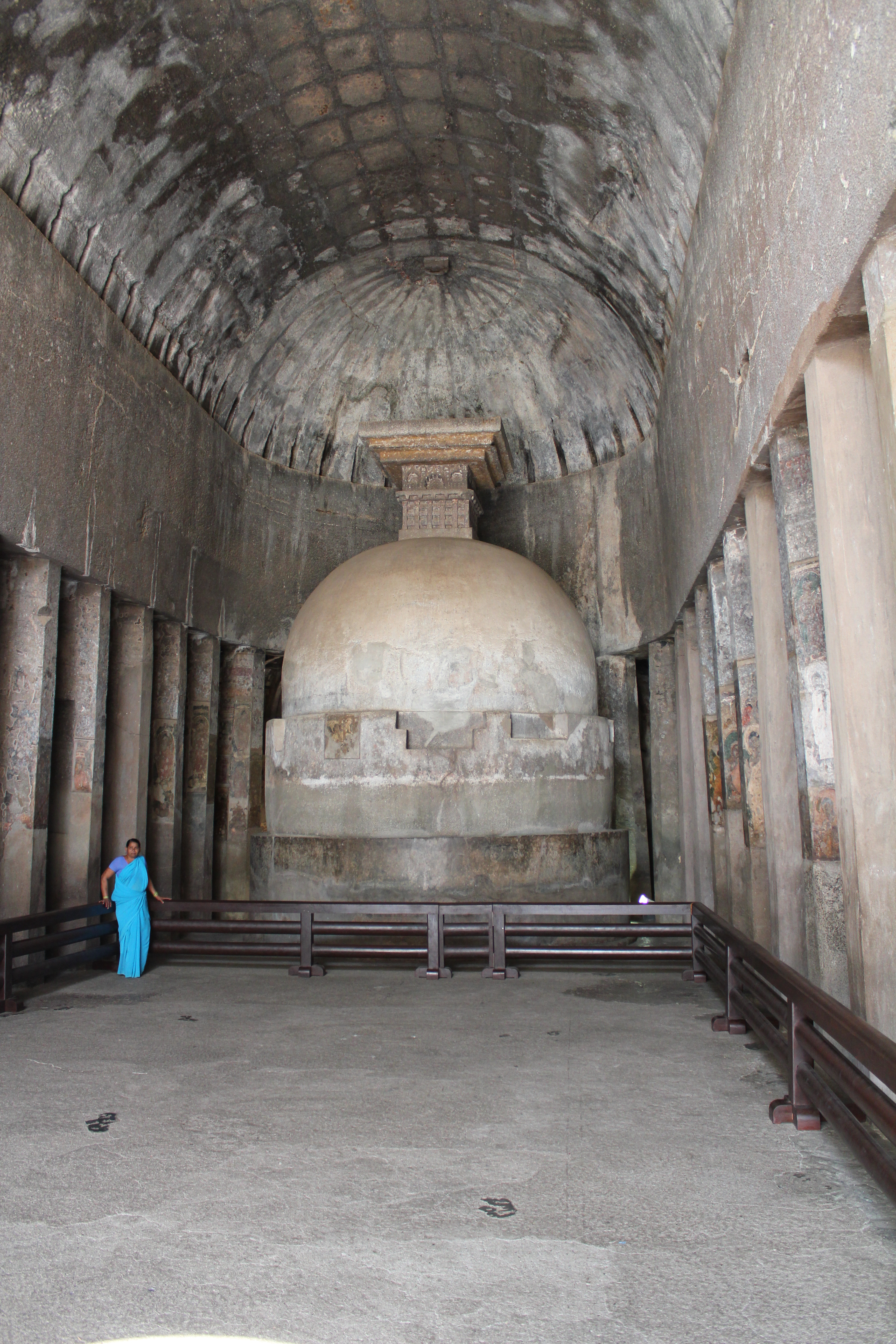
Chaitya-Halle Nr. 10 in Ajanta (um 250)
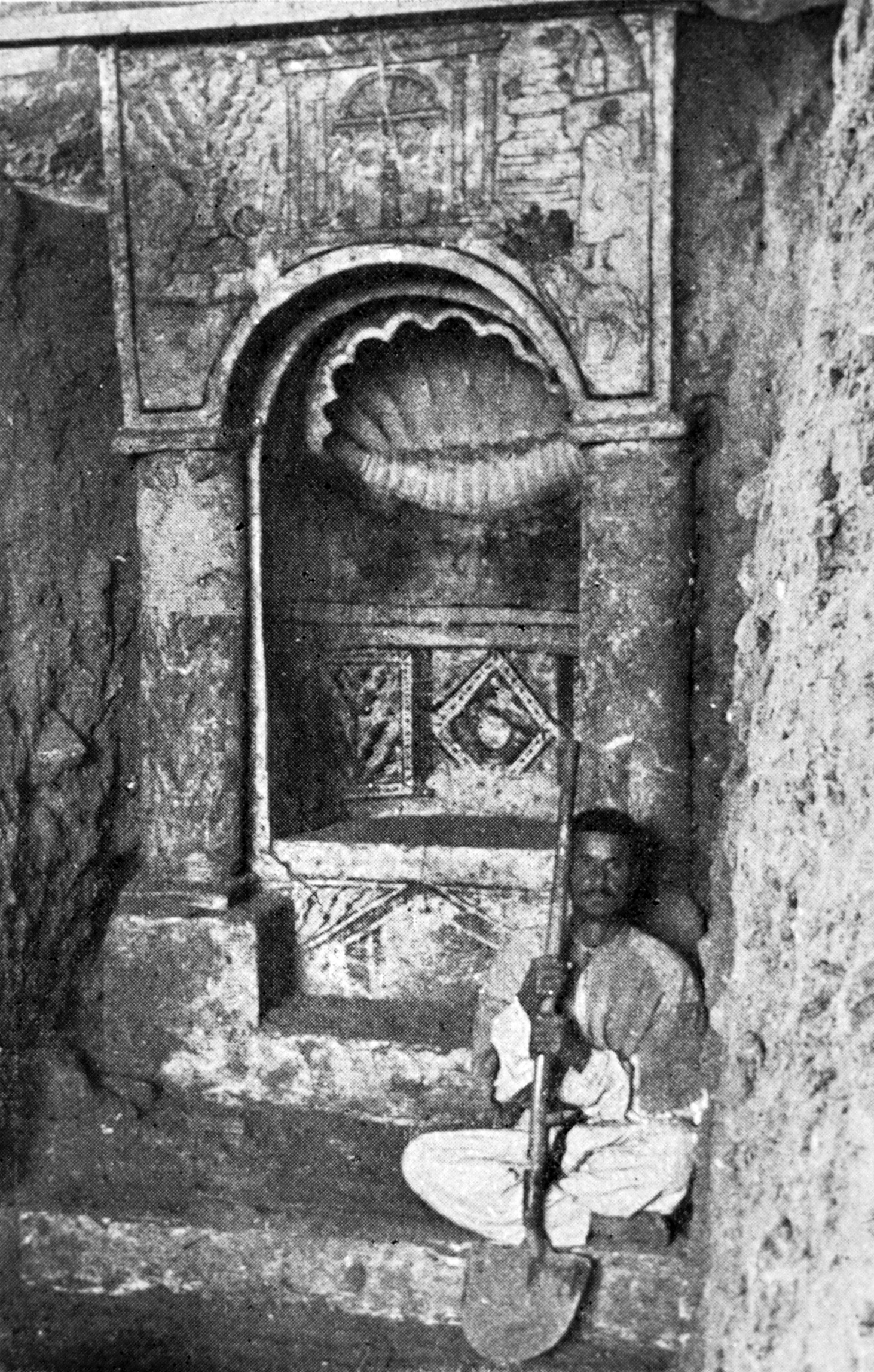
Thora-Nische in der Synagoge von Dura Europos (um 250)
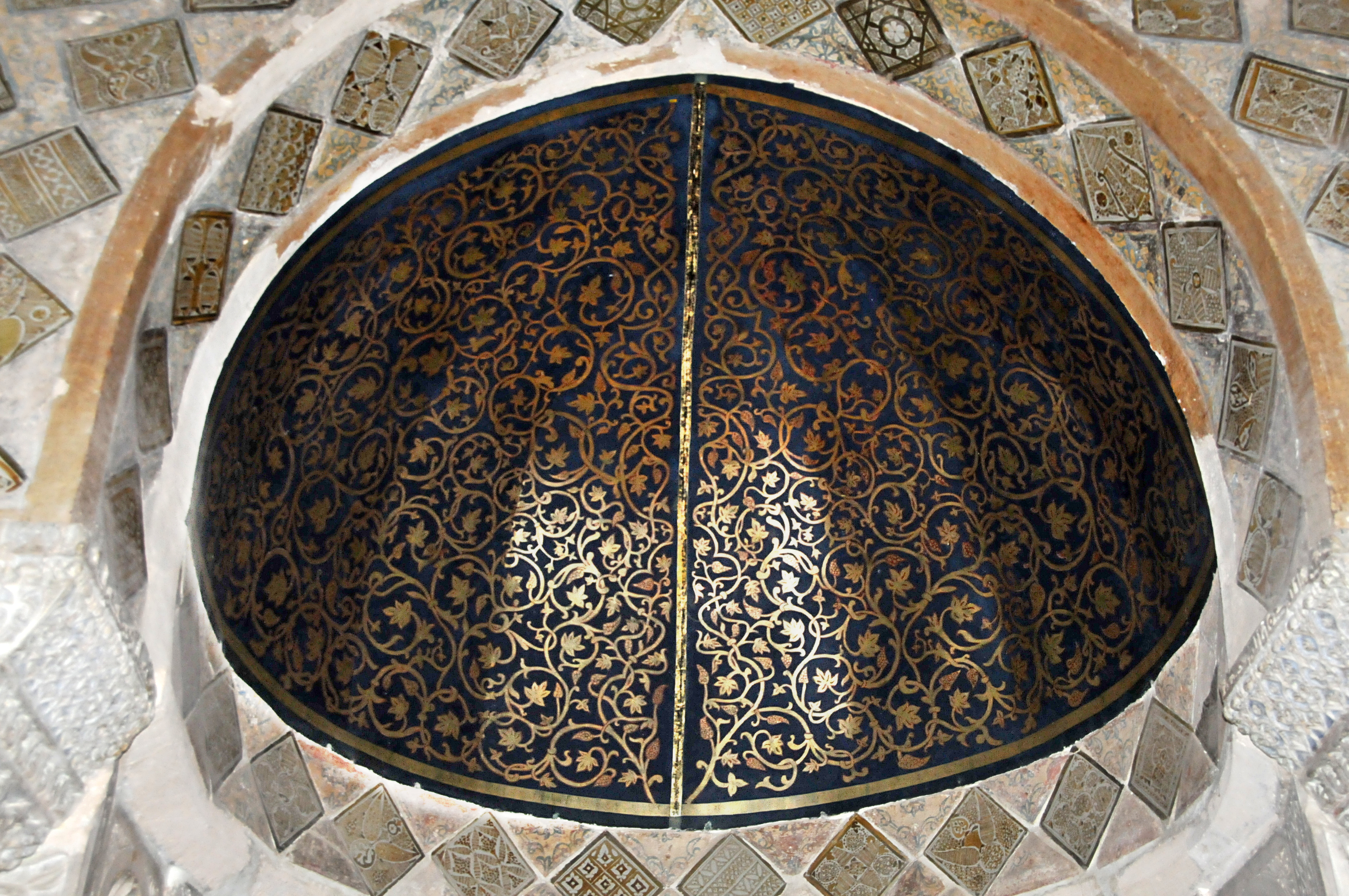
Mihrab der Großen Moschee von Kairouan (um 865)
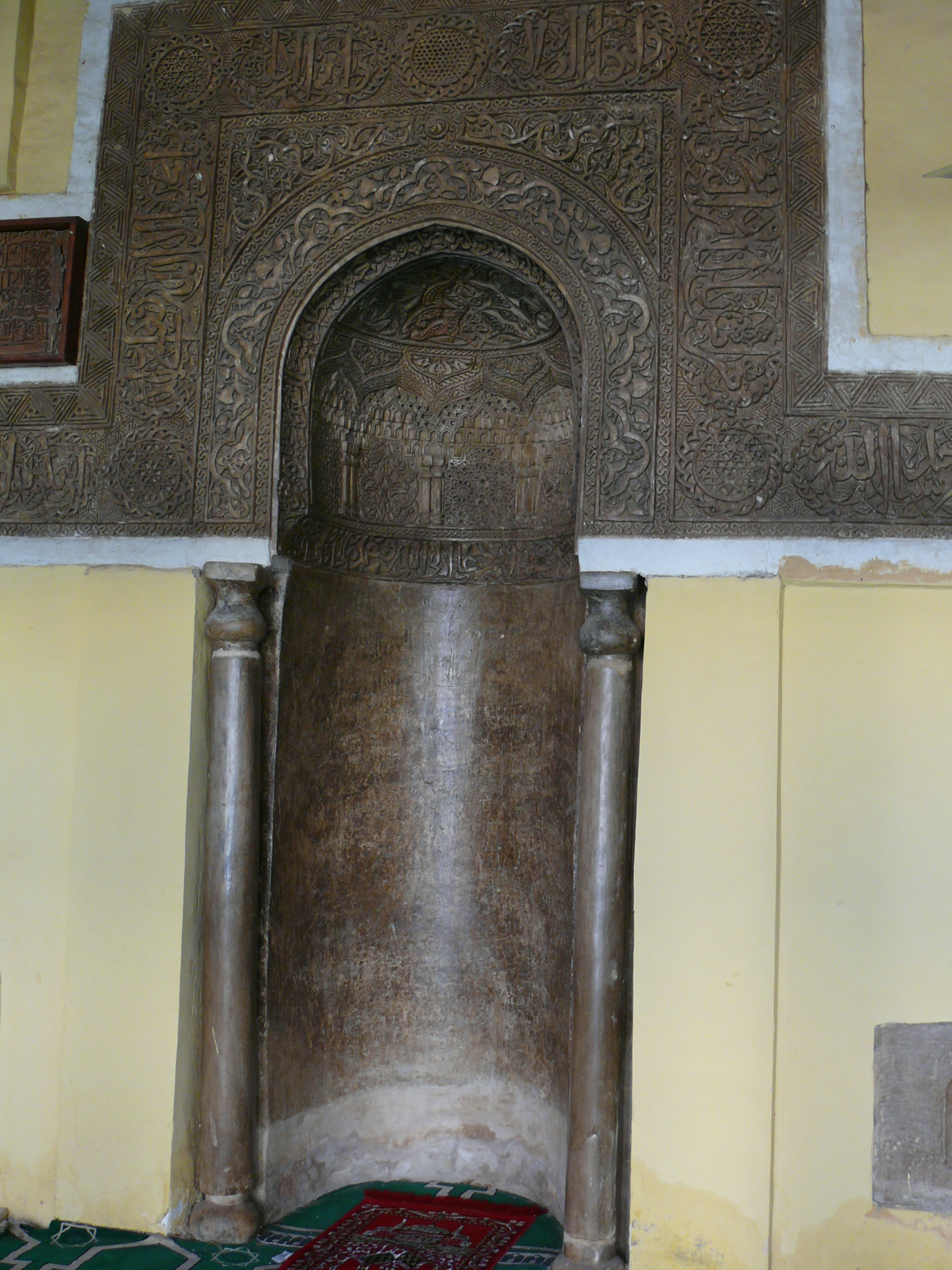
Mihrab der Großen Moschee von Qus (7. Jh.?)
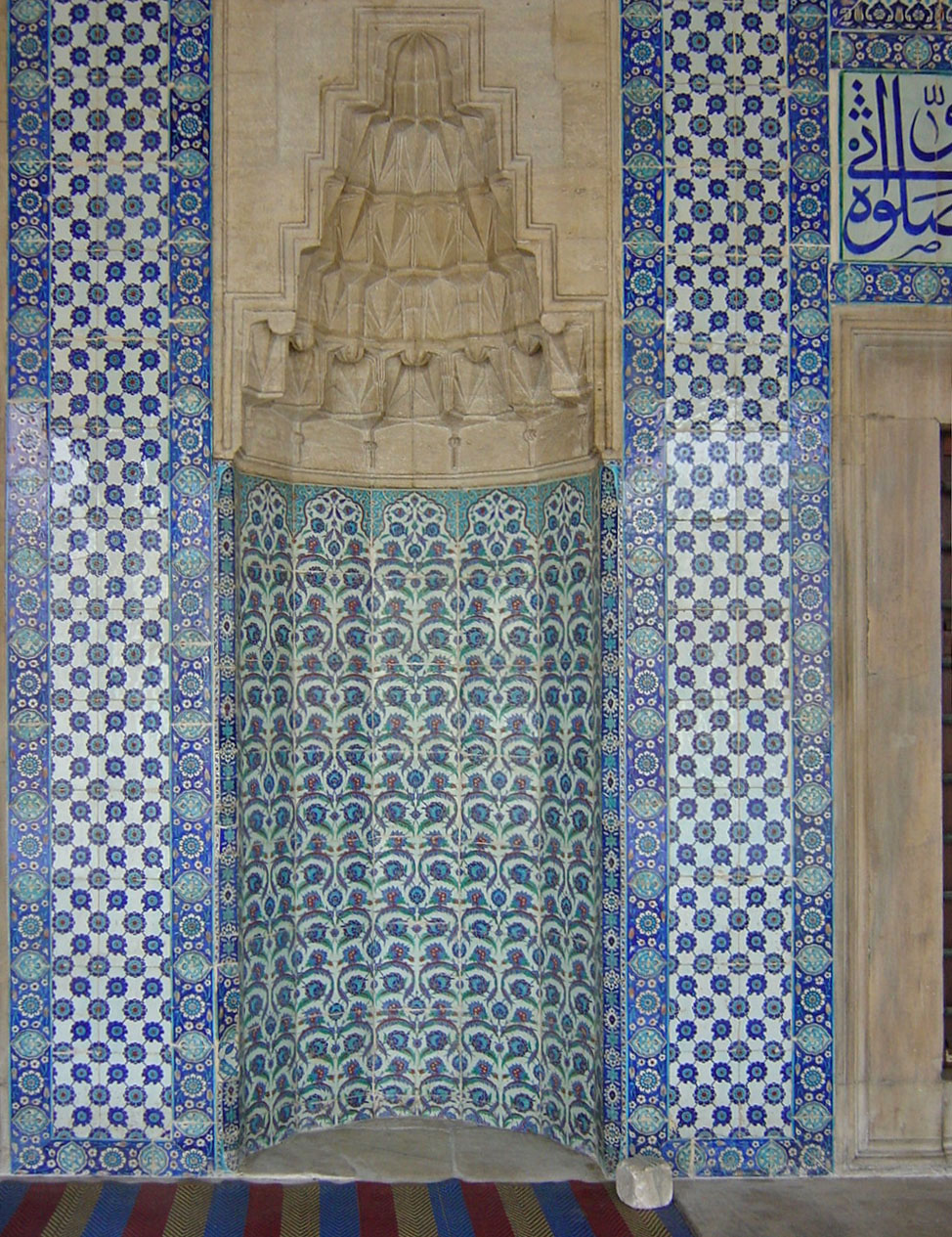
Mihrab der Rüstem-Pascha-Moschee in Istanbul (16. Jh.)